# Parafia św. Teresy od Dzieciątka Jezus w Jarosławiu
Parafia Świętej Teresy od Dzieciątka Jezus w Jarosławiu – rzymskokatolicka parafia znajduje się w Jarosławiu, należący do dekanatu Jarosław I, w archidiecezji przemyskiej. 

## Historia
W latach 1929–1930 na Przedmieściu Dolnoleżajskim zbudowano kaplicę pw. św. Teresy z ochronką Towarzystwa Szkoły Ludowej, według projektu arch. inż. Osińskiego z Przemyśla, którą w 1931 oku poświęcił bp Franciszek Barda. W tej kaplicy odprawiano msze święte dla miejscowych sióstr Służebniczek Starowiejskich i pobliskiej ludności. Od 1966 roku kapelanem kaplicy był ks. Tadeusz Tarnawski.
W 1971 roku kaplica została rozbudowana. W 1972 roku została erygowana parafia pw. św. Teresy od Dzieciątka Jezus.
W 1994 roku podjęto decyzję budowy nowego kościoła. 15 kwietnia 2000 roku rozpoczęto budowę nowego kościoła przy ul. Dolnoleżajskiej, a 14 września 2000 roku abp Józef Michalik dokonał wmurowania kamienia węgielnego. 
Na terenie parafii jest 1 440 wiernych.
Na terenie parafii znajduje się Szkoła Podstawowa nr. 7 im. Ks. Stanisława Staszica. Do parafii należy boisko przy ulicy Burmistrza Matusza.
Proboszczowie parafii:
1972– ?. ks. Augustyn Piela.
1999– nadal ks. Tadeusz Zych.

## Terytorium parafii
Ulice na terenie parafii
- Akacjowa
- Batalionów Chłopskich
- Brodowicze
- Burmistrza Matusza
- Dolnoleżajska
- Kruhel Pełkiński (nr od 14-165)
- Kulkowa
- Rajska
- Stawki[4]